# Deuter (album)
Deuter – album Dezertera wydany w 1995 roku nakładem wytwórni Polton/Warner Music Poland. Album zawiera wybrane utwory zespołu Deuter, nagranych w nowych aranżacjach. Do nagrania płyty został zaproszony wokalista Deutera Paweł „Kelner” Rozwadowski. Utwory nagrano w studio Winicjusza Chrósta w lipcu i wrześniu 1995 roku.
Album doczekał się trzech reedycji. W 2003 roku ukazała się reedycja CD nakładem wytwórni muzycznej Noise. 16 czerwca 2023 roku nakładem Mystic Production ukazała się reedycja albumu w formie płyty CD oraz kasety magnetofonowej. 27 listopada 2023 wydano dwupłytowy album winylowy nakładem Pasażera.

## Lista utworów w wersji CD
Źródło:
1. „Młodym hipokrytom” – 2:34
2. „Droga wojownika” – 2:43
3. „Szara masa” – 2:34
4. „Pieniądze” – 2:06
5. „Jak długo?” – 2:38
6. „Dla mnie tutaj” – 3:06
7. „Piosenka o mojej generacji” – 3:27
8. „Beton M-3” – 2:59
9. „Nigdy i w nic” – 2:15
10. „Nie ma ciszy w bloku” – 3:07
11. „Złe myśli” – 3:56
12. „Pistolet” – 0:57
13. „Urodzony na nowo” – 3:04
14. „Jeden świat” – 2:00
15. „Dziecięce uczucia” – 2:31
16. „Człowiek z żelaza” – 4:13
17. „Uśmiechnięte twarze” – 2:29
18. „Co za czas” – 3:26
19. „Totalna destrukcja” – 2:04
20. „Ostrzega się” – 3:21

## Muzycy
Źródło:
- Paweł „Kelner” Rozwadowski – śpiew
- Robert „Robal” Matera – gitara
- Tomasz „Toni von Kinsky” Lewandowski – gitara basowa
- Krzysztof Grabowski – perkusja